# Stenopogon obscuriventris
Stenopogon obscuriventris là một loài ruồi trong họ Asilidae. Stenopogon obscuriventris được Loew miêu tả năm 1872.